# Criollo francés de Venezuela
El Criollo francés de Venezuela (Patuá o Patwa) es un idioma criollo de base francés variante del criollo antillano (específicamente del criollo francés de Trinidad y Tobago) hablado en el oriente de Venezuela, en el estado Sucre en algunas poblaciones del golfo de Paria (Güiria, Macuro e Irapa), en el estado Bolívar en el poblado de El Callao y algunos lugares del Estado Delta Amacuro. Este también ha mantenido influencias de otras variedades del criollo antillano de Martinica y Guadalupe y del inglés de Trinidad y Tobago, debido al intercambio cultural con las Antillas Menores que tuvo en el pasado, así como una pequeña cantidad de palabras del léxico castellano.
Debido a que es una variedad del criollo francés de Trinidad y Tobago (CTF), no se encuentra en la lista de Ethnologue (2009) como variedad nacional independiente. Es una lengua que está en peligro de extinción ya que quedan muy pocos hablantes y son personas de edad avanzada, núcleos familiares y pequeñas comunidades en algunas plantaciones. También se ve reflejado en la música típica del carnaval antillano el Calipso y en la gastronomía en platos locales como Kalalu (guiso con vegetales y carne), Tarkari o Talkari (guiso de carne con curry), Pelau o Pelao (guiso de arroz aliñado), Banan pilé (bola de plátano, ver Fufu) y bebidas como el Mabí (bebida fermentada de cortezas y raíces de plantas).
Fue nombrada patrimonio cultural de Venezuela, Gaceta Oficial el 19 de noviembre de 2014, como herencia de la cultura afrodescendiente como lengua criolla practicada en Venezuela desde finales siglo XVIII.

## Breve vocabulario

### Los días de la semana
- Lendí = Lunes
- Mandí = Martes
- Mecuedí = Miércoles
- Yedí = Jueves
- Vandedí = Viernes
- Sandí = Sábado
- Dimash = Domingo

### Números
- 1 Yon = Uno
- 2 De = Dos
- 3 Tuá = Tres
- 4 Kat = Cuatro
- 5 S'enk = Cinco
- 6 Sis = Seis
- 7 Set = Siete
- 8 Yuit = Ocho
- 9 Nef = Nueve
- 10 Dis = Diez

Pronombres Personales
- Mué= Yo
- u= Tu
- I/li= El - Ella
- Nu= Nosotros
- Zót= ustedes
- Yo= ellos - ellas

### Frases
- Bon jou = Buen día ( saludo) o Buenos días
- Bon sua = Buenas tardes , noches
- Bon nuit = Buenas noches
- Mindí = Mediodía
- Me nuit = Medianoche
- coman ou yé = Como estas?
- Mué Bie = Muy bien

### Expresiones culturales del idioma

#### Do do pití popó
| Patuá                 | Español                       |
| --------------------- | ----------------------------- |
| Do, do, pití popó.    | Duerme, duerme, muñequito.    |
| Popó mué pa vlé domí  | mi muñeco no quiere dormir,   |
| Do, do, pití popó     | duerme, duerme, muñequito     |
| Sucuyá pa ke viní     | que la bruja no vendrá.       |
| Do, do, pití popó.    | Duerme, duerme, muñequito.    |
| Si Pití popó pa dodó, | si el muñequito no se duerme, |
| Go macu chat la       | el gran gato macho            |
| Kai manye’i           | se lo va a comer.             |